# Skara stadga
Skara stadga är en historisk lagtext utfärdad av Magnus Eriksson under hans eriksgata den 28 januari 1335, främst känd för sina bestämmelser om träldomens avskaffande. Den är endast bevarad genom en avskrift från 1600-talet..

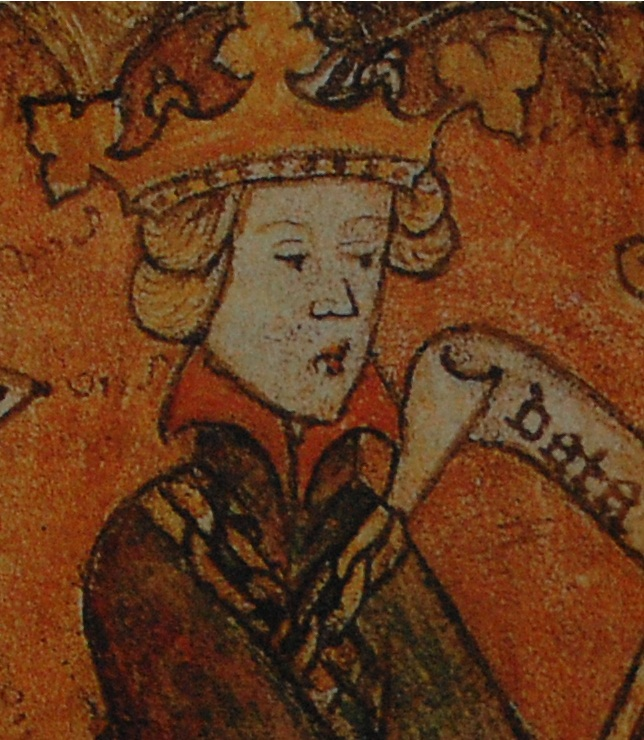
Magnus Eriksson som under sin eriksgata utfärdade Skara stadga

Johan Hadorph gjorde, enligt honom själv, en avskrift av ett original som han lät trycka år 1687 i Bjärköarättens bihang. Detta är stadgans äldsta idag kända källa, vars text ligger till grund för handlingen i Svenskt diplomatarium. Ett original av stadgan förvarades i Riksarkivet före slottsbranden 1697. Ännu en avskrift från 1600-talet med paragrafindelningar förvarades på 1850-talet på Kungliga biblioteket. Den handling som Hadorph använt sig av anses ha varit svårtydd och förmodligen delvis defekt. Det rör sig om texten i slutet av femte och mitten av sjunde punkten. Att Hadorph verkligen använt sig av ett original har starkt ifrågasatts. Man förmodar att det endast varit ett medeltida avtryck.   
Till sin uppbyggnad skiljer sig stadgan från övriga avsevärt. Fullständig konungatitel saknas, rådets samtycke saknas, och utfärdarens namn saknas. Dessutom saknas uppgifter om sigillen. Stadgan innehåller endast föreskrifter för Västergötland och kan mer ses som en proklamation än en riksstadga. 
Innehållet i stadgan är något spretigt. Först meddelas att alla kungens rådgivare och riddare samt dessas hustrur, barn och tjänare skall ha evärdeligt frälse (döttrar fram till sitt giftermål) och sedan att barnbarn hädanefter skall ha samma arvsrätt som barn. Därefter meddelas att den mö som gifter sig utan sin faders tillstånd skall mista såväl fädernes- som mödernesarv. I det sjunde påbudet meddelas att kvinnor hädanefter skall plikta för sina brott på samma sätt som män.
Den mest kända punkten är dock den sista, som avskaffar träldomen i Västergötlands och Värmlands lagsagor: hädanefter skall ingen som i dessa lagsagor fötts av kristen man eller kvinna kallas träl. Detta är den enda kända lagen i Norden som uttryckligen förklarar träldomen avskaffad, även om man antagit att liknande förordningar utfärdats för andra lagsagor men gått förlorade.